# Simon Taylor
Simon Marcus Taylor (Stirling, 17 agosto 1979) è un ex rugbista a 15 e imprenditore britannico, internazionale per la Scozia che militò in carriera nel ruolo di terza linea centro in Edimburgo, Stade français e Bath; dopo la fine dell'attività agonistica si è dedicato alla ristorazione e all'industria alberghiera.